# IC 66
IC 66 ist eine Spiralgalaxie vom Hubble-Typ Sa im Sternbild Fische auf der Ekliptik. Sie ist schätzungsweise 223 Millionen Lichtjahre von der Milchstraße entfernt und hat einen Durchmesser von etwa 75.000 Lichtjahren. Gemeinsam mit 42 weiteren Galaxien bildet sie die NGC 315-Gruppe.
Im selben Himmelsareal befinden sich u. a. die Galaxien NGC 315, NGC 318, NGC 338, IC 69.
Das Objekt wurde am 12. November 1890 vom französischen Astronomen Guillaume Bigourdan entdeckt.